# Timothy O'Donnell
Timothy O'Donnell (Shavertown, 1 de octubre de 1980) es un deportista estadounidense que compite en triatlón.
Ganó una medalla en el Campeonato Panamericano de Triatlón de 2009, y dos medallas en el Campeonato Mundial de Triatlón de Larga Distancia en los años 2009 y 2010. Además, obtuvo dos medallas en el Campeonato Mundial de Ironman en los años 2015 y 2019, y una medalla en el Campeonato Mundial de Ironman 70.3 de 2010.

## Palmarés internacional
| Campeonato Panamericano | Campeonato Panamericano        | Campeonato Panamericano | Campeonato Panamericano |
| Año                     | Lugar                          | Medalla                 | Prueba                  |
| ----------------------- | ------------------------------ | ----------------------- | ----------------------- |
| 2009                    | Oklahoma City (Estados Unidos) | Medalla de bronce       | Individual              |

| Campeonato Mundial | Campeonato Mundial    | Campeonato Mundial | Campeonato Mundial |
| Año                | Lugar                 | Medalla            | Prueba             |
| ------------------ | --------------------- | ------------------ | ------------------ |
| 2009               | Perth (Australia)     | Medalla de oro     | Individual         |
| 2010               | Immenstadt (Alemania) | Medalla de plata   | Individual         |

| Campeonato Mundial | Campeonato Mundial     | Campeonato Mundial | Campeonato Mundial |
| Año                | Lugar                  | Medalla            | Prueba             |
| ------------------ | ---------------------- | ------------------ | ------------------ |
| 2015               | Hawái (Estados Unidos) | Medalla de bronce  | Individual         |
| 2019               | Hawái (Estados Unidos) | Medalla de plata   | Individual         |

| Campeonato Mundial | Campeonato Mundial          | Campeonato Mundial | Campeonato Mundial |
| Año                | Lugar                       | Medalla            | Prueba             |
| ------------------ | --------------------------- | ------------------ | ------------------ |
| 2010               | Clearwater (Estados Unidos) | Medalla de bronce  | Individual         |